# Arenaria pedunculosa
Arenaria pedunculosa är en nejlikväxtart som beskrevs av Hugh Algernon Weddell. Arenaria pedunculosa ingår i släktet narvar, och familjen nejlikväxter. Inga underarter finns listade i Catalogue of Life.